# 셀랜드 아레나
셀랜드 아레나(Selland Arena)은 미국 캘리포니아주 프레즈노에 위치한 실내 경기장이다. 과거 NCAA 프레즈노 주립대학교와 ECHL 프레즈노 팰컨스의 홈경기장으로 사용했다.